# Musculus piriformis
De musculus piriformis of peervormige spier is een spier in de bilstreek.

## Oorsprong en insertie
De spier loopt van het voorste gedeelte van het heiligbeen door het foramen ischiadicum majus naar buiten het bekken en hecht daar aan de trochanter major van het dijbeen aan. De pees van de musculus piriformis loopt vaak samen met de pezen van de musculus gemellus superior, de musculus gemellus inferior en de musculus obturator internus naar de insertieplaats.

## Vorm en locatie
De musculus piriformis is een platte spier, piramidevormig, die bijna parallel ligt met de musculus gluteus medius. Hij ligt voor een gedeelte binnenin het bekken, tegen de achterkant, en voor een gedeelte aan de achterkant van het heupgewricht.

## Functie
De musculus piriformis maakt deel uit van de laterale heuprotatoren, samen met de musculus quadratus femoris, de musculus gemellus inferior, de musculus gemellus superior, de musculus obturator externus en de musculus obturator internus. De musculus piriformis zorgt voor exorotatie van een gestrekt been en abductie van een gebogen been. Abductie van het gebogen been is belangrijk bij het lopen, omdat het lichaamsgewicht van het gebogen been door het andere been wordt opgevangen, waardoor we niet omvallen. Bij balletdansers is vooral ook de exorotatie van de musculus piriformis van belang, waardoor de uitgedraaide balletposities kunnen worden aangenomen.

## Variaties
De musculus piriformis wordt in sommige gevallen wordt door (vezels van) de nervus ischiadicus doorkruist. Er zijn verschillende mogelijkheden waarop dit kan gebeuren, meestal betreft het de nervus peroneus communis die door de spier heen loopt. De musculus piriformis kan vervlochten zitten met de musculus glutaeus medius, vezels afgeven aan de musculus glutaeus minimus of vezels krijgen van de musculus gemellus superior, maar kan ook op één of twee plaatsen aan het heiligbeen vastzitten of aan het kapsel van het heupgewricht.

## Piriformissyndroom
Het piriformissyndroom ontstaat als de musculus piriformis de nervus ischiadicus irriteert, die vlak langs of zelfs door de spier heen loopt. Het syndroom komt vaak voor bij (ballet)dansers, die hun musculus piriformis continu gebruiken bij het uitdraaien van hun heupen. Vooral een asymmetrische uitdraai is een risicofactor. Het syndroom zorgt voor ischias: pijn, tintelingen of een doof gevoel in de bil met uitstraling naar het been. Het syndroom wordt meestal gediagnosticeerd op basis van de symptomen en lichamelijk onderzoek en soms wordt daarbij beeldvormend onderzoek ingezet om andere oorzaken van de klachten uit te sluiten. Er zijn verschillende behandelingen van het piriformissyndroom, massage van de musculus piriformis, en bij dansers: minder uitdraaien, als dit niet helpt kan een injectie met corticosteroïden worden overwogen en als laatste redmiddel wordt soms geopereerd.